# نذیر بکرین
نذیر بکرین (انگلیسی: Nazir Bakrin؛ زادهٔ ۲۳ اکتبر ۲۰۰۲) بازیکن فوتبال است.